# 吸蜜蜂鸟属
吸蜜蜂鸟属（学名：Mellisuga）是雨燕目蜂鸟科的一个属，包含以下2个物种：
- 小吸蜜蜂鸟 Mellisuga minima
- 吸蜜蜂鸟 Mellisuga helenae